# Loventuel
Loventuel,, ou Loventué, est une localité rurale argentine située dans le département de Loventué, dans la province de La Pampa.

## Démographie
La localité compte 111 habitants (Indec, 2010), soit une diminution de 9 % par rapport au précédent recensement de 2001 qui comptait 123 habitants.